# A Maid by Proxy
A Maid by Proxy è un cortometraggio muto del 1915 diretto da Al Christie.

## Produzione
Il film fu prodotto dalla Nestor Film Company.

## Distribuzione
Distribuito dall'Universal Film Manufacturing Company, il film uscì nelle sale cinematografiche USA il 12 gennaio 1915.